# Ola Tunander
Ola Tunander (n. 1948) este un geopolitician și geostrateg suedez. A obținut în 1989 doctoratul în științe politice la Universitatea din Linköping. Actualmente (2008) activează în calitate de cercetător la International Peace Research Institute din Oslo.  

## Lucrări
- Cold Water Politics. The Maritime Strategy and Geopolitics of the Northern Front. London: Sage, 1989.